# Гаївська сільська рада (Добровеличківський район)
| Гаївська сільська рада — колишній орган місцевого самоврядування у Добровеличківському районі Кіровоградської області з адміністративним центром у с. Гаївка. 05.02.1965 Указом Президії Верховної Ради Української РСР передано Гаївську сільраду Новоархангельського району до складу Добровеличківського району. Сільській раді були підпорядковані населені пункти: - с. Гаївка - с. Вірне - с. Новотишківка - с. Осикове |

## Склад ради
Рада складалася з 12 депутатів та голови.

### Керівний склад ради
| ПІБ                          | Основні відомості                                                         | Дата обрання | Дата звільнення |
| ---------------------------- | ------------------------------------------------------------------------- | ------------ | --------------- |
| Коваленко Микола Миколайович | Сільський голова, 1957 року народження, освіта, член народної партії      | 26.03.2006   | 31.10.2010      |
| Коваленко Микола Миколайович | Сільський голова, 1957 року народження, освіта вища, член народної партії | 31.10.2010   |                 |

Примітка: таблиця складена за даними джерела

## Населення
Згідно з переписом УРСР 1989 року чисельність наявного населення села становила 1283 особи, з яких 552 чоловіки та 731 жінка.
За переписом населення України 2001 року в селі мешкало 819 осіб.

### Мова
Розподіл населення за рідною мовою за даними перепису 2001 року:
| Мова       | Відсоток |
| ---------- | -------- |
| українська | 95,67 %  |
| молдовська | 2,10 %   |
| російська  | 1,36 %   |
| білоруська | 0,25 %   |
| вірменська | 0,25 %   |
| німецька   | 0,12 %   |
| інші       | 0,25 %   |